# Gadjah Mada (Schiff)
Die Gadjah Mada war ein indonesischer Zerstörer der britischen N-Klasse. Der Zerstörer sollte ursprünglich den Namen Nonpareil erhalten und wurde von der Royal Navy im März 1941 mit seinem Schwesterschiff Noble vor dem Stapellauf an die niederländische Koninklijke Marine verkauft und im Mai 1942 als Tjerk Hiddes (Kennung: G16) in Dienst gestellt. Er wurde im Zweiten Weltkrieg der „7th Destroyer Flotilla“ bei der britischen Eastern Fleet zugeteilt, der auch vier an die Royal Australian Navy verliehene Schwesterschiffe unterstellt waren. Im November 1944 kehrte der Zerstörer für eine Werftüberholung nach Großbritannien zurück und blieb unter britischem Oberbefehl in der „8th Destroyer Flotilla“ bis August 1945. Er wurde in dieser Zeit auf einer britischen Werft schon für einen künftigen Einsatz in Niederländisch-Indien vorbereitet, wo er 1947 bis 1949 eingesetzt wurde. 1951 wurde er an Indonesien verkauft und in Gadjah Mada umbenannt. 1961 wurde das Kriegsschiff außer Dienst gestellt und verschrottet.

## Geschichte
Alle sieben niederländischen Zerstörer, die nach der Besetzung des Mutterlandes der Marine verblieben waren, wurden bei den ostindischen Kolonien eingesetzt und gingen gänzlich bis Februar 1942 verloren. Als Ersatz wurden zwei noch im Bau befindliche Zerstörer der N-Klasse, die Nonpareil und die Noble von der niederländischen Exilregierung 1941 gekauft und bei Fertigstellung von der Königlich Niederländischen Marine in Dienst gestellt. Sie wurden in Tjerk Hiddens und Van Galen umbenannt.
Die Tjerk Hiddes erhielt den Namen des am 15. Mai 1940 selbstversenkten, im Bau befindlichen Zerstörers Tjerk Hiddes der gleichnamigen Klasse. Der eigentliche Namensgeber ist der niederländische Admiral Tjerk Hiddes de Vries aus dem 17. Jahrhundert.
Die Kiellegung der Nonpareil erfolgte am 22. Mai 1940 auf der Werft William Denny and Brothers in Dumbarton, der Stapellauf fand am 25. Mai 1941 statt.
Der am 27. Mai 1942 übergebene Zerstörer wurde im gleichen Jahr in den Indischen Ozean verlegt. Er nahm als Teil der 7. Zerstörerflottille im September 1942 an den Operationen Steam und Jane zur Besetzung Madagaskars teil.
Im Dezember desselben Jahres lief die Tjerk Hiddes nach Australien. Dort war der Zerstörer mit drei Einsatzfahrten an der Räumung Timors beteiligt. Dabei wurden insgesamt 950 Menschen (die letzten Soldaten, bis auf einige Offiziere, der ersten Armeeverbände, die als „Sparrow Force“ nach Timor entsandt wurden, zusammen mit portugiesischen Zivilisten) zwischen dem 10. und 12. Dezember 1942 durch den Zerstörer nach Port Darwin verbracht.
Bis 1943 war das Schiff in australischen Gewässern eingesetzt, wobei er im Februar den Marsch des Konvois Pamphlet, eines Verbands aus Transportschiffen der von Sues nach Melbourne und Sydney lief, im letzten Teilstück der Fahrt bis Melbourne als Teil des Sicherungsverbandes begleitete. Im Januar 1944 verstärkte er zusammen mit der Van Galen  die British Eastern Fleet im Indischen Ozean.
Nach dem Krieg wurde der Zerstörer weiter im Dienst gehalten und am 1. März 1951 an Indonesien verkauft. Dort wurde er unter dem neuen Namen Gadjah Mada weitergenutzt; 1961 wurde er verschrottet.

## Technische Beschreibung
Die Bewaffnung bestand aus sechs 12-cm-Kanonen in Doppellafetten Mk XII zum Einsatz gegen See- und Luftziele (zwei Türme vor der Brücke, der hintere in überhöhter Position; eine Lafette auf einer Plattform hinten). Als Fla-Bewaffnung besaß der Zerstörer ein 4,0-cm-L/39-Vierlingsgeschütz Mk VII auf einer Plattform hinter dem Schornstein, sowie vier bis sechs 2-cm-Flakgeschütze. Zehn Torpedorohre in zwei Sätzen von je fünf Rohren komplettierten die Bewaffnung.

## Sonstiges
Seit 1967 gab es zwei Fregatten mit dem Namen Tjerk Hiddes, nämlich die Tjerk Hiddes der Van-Speijk-Klasse sowie die Tjerk Hiddes der Karel-Doorman-Klasse.